# Brigada Voluntária Carcará
A Brigada Voluntária Carcará, ou simplesmente Brigada Carcará, é uma instituição sem fins lucrativos que realiza combate a incêndios florestais, bem como promove educação e conscientização, visando preservar a área ambiental nas regiões onde estão situados o Parque Estadual da Serra do Ouro Branco e o Monumento Natural Estadual de Itatiaia.

## História
Fundada em 25 de agosto de 2002, na cidade de Ouro Branco, Estado de Minas Gerais.
Há a atuação de cerca de 30 brigadistas cadastrados e capacitados pelo PREVINCÊNDIO (Fornecedor de sistemas de proteção contra incêndio de Sete Lagoas, Estado de Minas Gerais) que seguem a portaria 52 dos Bombeiros Milagres de Minas. E possui parceria com o Instituto Estadual de Florestas (IEF).
A iniciativa faz parte da Rede Nacional de Brigadas Voluntárias (RNVB) Luís Carlos Jurovsky Tamassia. Apesar de ser uma brigada voluntária, a organização não recebe recursos monetários governamentais, apenas materiais necessários para a atuação, como por exemplo, EPI´s para a segurança dos brigadistas.
Entretanto, qualquer pessoa pode colaborar com a Associação Brigada Comunitária, seja com os materiais, EPIs ou recursos financeiros.

## Atuações
A Brigada Carcará de Ouro Branco já atuou prestando ajuda a cidades próximas. Em 2022, recebeu uma carta de agradecimento da Secretaria de Assistência Social da Prefeitura de Jeceaba pelos trabalhos prestados no período de chuvas que atingiu a cidade em janeiro do mesmo ano.
A Brigada e seus voluntários, em parceria com o IFMG Campus Ouro Branco, Sinasefe IFMG, OFAAM, Centro Espírita Amor ao Próximo e outras entidades, juntamente com a população de Ouro Branco, arrecadaram alimentos, materiais de higiene e limpeza, móveis, roupas, peças de cama, mesa e banho, brinquedos, e outros itens, e enviaram à cidade de Jeceaba, que estava passando por um momento difícil devido às enchentes.